# مسرحية غرفة المعيشة
غرفة المعيشة هي مسرحية من عام 1953 ل Graham Greene; كانت هذه المسرحية الأولى التي كتبها في حياته المهنية . بعد العرض الأول في مسرح Lyceum في Edinburgh ، انتقل إلى وست اندحيث أقيم 308 عروض في Wyndham's Theatre بين 16 أبريل 1953 و 9يناير 1954.ممثلو West End بما في ذلك Eric Portman, Dorothy Tutin , Valerie Taylor وMary Jerrold نُشر بالترجمة السويدية عام 1952 وباللغة الإنجليزية عام 1953.

## ملخص
تتكون المسرحية من عملين، كل منهما من مشهدين، وتدور أحداثها بالكامل في غرفة جلوس روز بيمبرتون وخالتيها المسنات اللتين تعيشون مع شقيق عماتها جيمس، وهو كاهن الكنيسة الرومانية الكاثوليكية معاق. لدى العمات خوف طويل الأمد من الموت في المنزل، حيث يتم إغلاق أي غرفة نوم بعيداً عن الاستخدام الإضافي بعد وفاة أحد أفراد أسرتها المقيمين. تدورالقصة حول تقديم حبيب روز الجديد ، مايكل دينيس ، للعائلة. اتضح لاحقا أن مايكل تزوج عندما وصلت زوجته الانتحارية إلى المنزل .

### الشخصيات
- ماري، المرأة اليومية
- مايكل دينيس
- روز بيمبيرتون
- ملكة جمال تيريزا براون
- ملكة جمال هيلين براون
- الأب جيمس براون
- السيدة دينيس

## العرض الأول
تم عرضه لأول مرة في Wyndhams Theater في أبريل 1953, من إخراج Peter Glenville ، مع طاقم الممثلين بما في ذلك Dorothy Tutin ، و Eric Portman .تم إحيائها في Jermyn Street Theatre ‏ في مارس 2013 ، مع طاقم الممثلين بما في ذلك Christopher Timothy وTuppence Middleton .